# Oldenhütten
Oldenhütten er en kommune og en by i det nordlige Tyskland, beliggende i Amt Nortorfer Land i den sydøstlige del af Kreis Rendsborg-Egernførde. Kreis Rendsborg-Egernførde ligger i den centrale del af delstaten Slesvig-Holsten.

## Geografi
Oldenhütten ligger omkring 20 km nordvest for Neumünster i Naturpark Aukrug. Mod nordøst løber Bundesstraße 205 fra Rendsborg mod Neumünster.